# خلية الفرشاة أحادية القطب
خلايا الفرشاة أحادية القطب (UBCs) هي فئة من الخلايا العصبية الداخلية الغلوماتيرجية الاستثارية الموجودة في الطبقة الحبيبية للقشرة المخيخية وأيضًا في مجال الخلية الحبيبية لنواة القوقعة.

## البناء
تحتوي خلايا الفرشاة أحادية القطب على جسم خلية دائري أو بيضاوي مع تغصن قصير واحد ينتهي في خصلة شبيهة بالفرشاة من التشعبات القصيرة (التشعبات الفريدة لخلايا الفرشاة أحادية القطب). تشكل تغصنات الفرشاة هذه تقاطعات متشابكة كبيرة جدًا. وتشارك الفرشاة المتغصنة والنهايات الكبيرة للفروع المحورية في تكوين الكبيبات المخيخية. تحتوي خلايا الفرشاة أحادية القطب على تغصن قصير واحد حيث تحتوي الخلية الحبيبية على أربعة أو خمسة.
تحتوي تغصنات الفرشاة على العديد من الاندلاقات الرفيعة التي تسمى فلوبوديا، وهي فريدة من نوعها في خلايا الفرشاة أحادية القطب. تنبثق أرجل الفرشاة من جميع أنحاء الخلايا العصبية، بما في ذلك الجذع الشجيري وجسم الخلية في بعض الخلايا. على الرغم من أن الأقدام الخيطية لخلايا الفرشاة أحادية القطب لا تحمل تقاطعات متشابكة، إلا أنها مع ذلك تشارك في إشارات الخلية.

## الوظيفة
تطلق خلايا الفرشاة أحادية القطب بشكل جوهري الخلايا العصبية وتعد فئة من عصبونات الدائرة المحلية الاستثارية. تعمل الخلايا مع الألياف الدهليزية لدمج الإشارات التي تتضمن اتجاه الرأس الذي يعدل السلوك المنعكس. تعمل خلايا الفرشاة أحادية القطب على تضخيم المدخلات من العقد الدهليزي والنواة عن طريق نشر وإطالة الاستثارة داخل الطبقة الحبيبية. تتلقى المدخلات الغلوتاماتيرجية على الفرشاة التغصنية من طرف ألياف خلية متأشنة واحدة على شكل مشابك غلوتاماتيرجية عملاقة ويصنعون مشابك غلوتاماتيرجية مع الخلايا الحبيبية وغيرها من خلايا الفرشاة أحادية القطب.

## الموقع
تكون خلايا الفرشاة أحادية القطب وفيرة في تلك المناطق المرتبطة بالوظائف الدهليزية. في الثدييات، تُظهر خلايا الفرشاة أحادية القطب توزيعًا غير متساوي داخل نطاقات الخلايا الحبيبية للدماغ المؤخر، كونها الأكثر كثافة في الدودة، وجزء من معقد اللطخة \ النديفة، والطبقات 2-4 من نواة القوقعة الظهرية. في مخيخ الفئران، يفوق عدد خلايا الفرشاة أحادية القطب عدد خلايا غولجي بمعامل 3 ويساوي تقريبًا عدد خلايا بركنجي. مثل الخلايا الغلوتاماترجية الأخرى في المخيخ، تنشأ خلايا الفرشاة أحادية القطب في الشفة المعينية.

## تاريخيًا
وصفت خلايا الفرشاة أحادية القطب لأول مرة في عام 1977 من قبل ألتمان وباير، اللذين أطلقوا عليها اسم الخلايا الشاحبة. قدم مصطلح خلية الفرشاة أحادية القطب لأول مرة في أوائل التسعينيات، حيث أعيد تصنيف الخلايا الباهتة وخلايا رات-302 والخلايا أحادية الاتجاه وخلايا الكستنة وخلايا القفاز تحت نفس الاسم. اعترفت اللجنة الفيدرالية الدولية للمصطلحات التشريحية (FICAT)، وهي لجنة فرعية تابعة للاتحاد الدولي لرابطات علماء التشريح (IFAA)، رسميًا بـ خلية الفرشاة أحادية القطب كنوع جديد من الخلايا في القشرة المخيخية في عام 2008.

## الأهمية المرضية
تتأثر خلايا الفرشاة أحادية القطب الموجودة في الفص المخيخي السابع في بعض حالات مرض بيك، حيث تتطور إلى تشوهات في الهيكل الخلوي ويتعرف عليها بواسطة الأجسام المضادة لبروتينات تاو المفرطة الفسفرة بشكل غير طبيعي. كما وجد تدخل خلايا الفرشاة أحادية القطب في اختلال التوازن والتنسيق الحركي الموجود في متلازمة داون.